# Figure (carte à jouer)

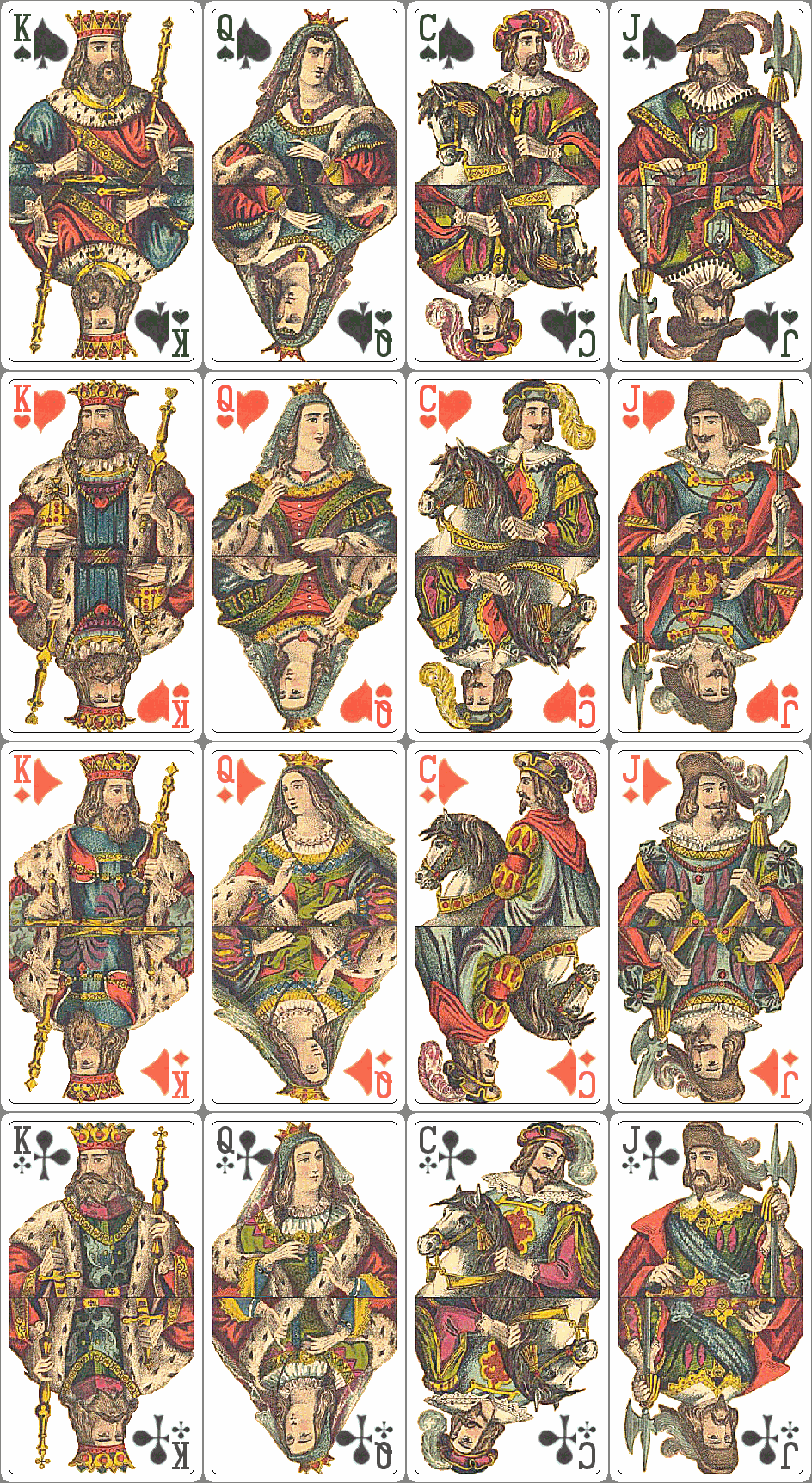
Ensemble des figures d'un jeu de tarot au style français (et aux indices en anglais). Verticalement et de gauche à droite : les rois, les dames, les cavaliers et les valets.

Une figure ou tête est une carte à jouer qui représente une personne.

## Généralités
La plupart des cartes à jouer actuellement utilisées en Europe possèdent deux éléments les distinguant : leur valeur et leur enseigne (ou couleur, généralement au nombre de quatre). Au sein d'une même enseigne, les cartes sont organisées en valeurs croissantes ; si la plupart sont désignées par des nombres (deux, trois, quatre, etc.), certaines ont un nom particulier et sont représentées par le dessin d'une personne. Ces cartes sont appelées « figures ».
Les jeux de cartes européens utilisent le plus souvent trois figures pour chaque enseigne, soit douze figures au total. Leur nom varie suivant les régions :
- les jeux espagnols et italiens comportent un valet (essentiellement représenté par un homme assez jeune, debout), un cavalier (un homme assis sur un cheval) et un roi (un homme portant une couronne) ;
- les jeux allemands et suisses font également usage de trois figures masculines : un Unter (un homme de basse extraction ou un soldat), un Ober (un homme de classe aisée) et un roi ;
- les jeux français remplacent la 2e figure masculine par une femme, la dame.

Le tableau suivant fait correspondre ces différentes figures.
| Style    | 1re figure    | 2e figure            | 3e figure   |
| -------- | ------------- | -------------------- | ----------- |
| Allemand | Unter         | Ober                 | König (roi) |
| Espagnol | Sota (valet)  | Caballo (cavalier)   | Rey (roi)   |
| Français | Valet         | Dame                 | Roi         |
| Italien  | Fante (valet) | Cavaliere (cavalier) | Re (roi)    |

L'ordre des cartes varie fortement d'un jeu à l'autre mais les figures sont souvent parmi les plus fortes cartes d'un jeu. Le valet/Unter est souvent la figure la plus faible, suivi du cavalier/Ober/dame. Le roi est souvent la figure la plus forte.
Certains jeux de tarot utilisent quatre figures au lieu de trois, pour un total de seize figures. Dans le tarot français, le Cavalier est intercalé entre le valet et la dame ; dans ce jeu, les figures sont plus fréquemment désignées sous le nom de « têtes ».
De nombreux jeux de cartes contemporains contiennent un ou deux jokers. S'ils représentent une personne (souvent un bouffon ou un clown), ils ne sont généralement pas considérés comme des figures et leur usage diffère des autres cartes. Le tarot français comprend également l'excuse, une carte marquée d'une étoile et représentant un joueur de mandoline ; il s'agit toutefois d'un atout particulier et la carte n'est pas non plus considéré comme une figure.
En dehors d'Europe, les jeux de cartes d'autres traditions ne font pas forcément usage de figures.

## Historique
Les cartes à jouer sont inventées en Chine durant la dynastie Tang,, ; leur première référence écrite provient du IXe siècle, lorsque l'écrivain Su E, dans Collection de miscellanées à Duyang, décrit la princesse Tongchang, fille de l'empereur Tang Yizong, jouant aux cartes en 868 avec des membres du clan Wei,,. Les cartes se diffusent dans le continent asiatique avant le XIe siècle, puis arrivent au sultanat Mamelouk du Caire. Les cartes mameloukes comportent trois ou quatre figures : le roi, un vice-roi ou lieutenant, un second lieutenant et éventuellement un assistant. Les cartes ayant survécu jusqu'à l'époque contemporaine ne représentent pas ces personnes, la tradition musulmane favorisant l'aniconisme ; les figures sont décrites par des dessins abstraits et des calligraphies,,,.
Les cartes à jouer apparaissent en Europe au XIVe siècle, leur présence étant attestée en Catalogne en 1371. On suppose qu'elles sont adaptées directement des jeux de cartes provenant du monde musulman. Dans le monde européen chrétien, les figures sont toutefois représentées par des dessins de personnes. Les jeux de tarot apparaissent dans les années 1440 en Italie du Nord et comportent quatre figures : valet, cavalier, reine et roi. Ce schéma se retrouve dans le tarot Visconti-Sforza, datant du XVe siècle et l'un des plus anciens tarot connus, qui a un impact significatif sur la composition visuelle, la numérotation et l'interprétation des cartes à jouer modernes. L'une des variétés du tarot Visconti-Sforza, le tarot Cary-Yale, comporte même de façon unique six figures, la servante et la cavalière s'ajoutant aux quatre autres figures.
Lors de la diffusion des tarots en Europe, les cartes tendent à se simplifier, provoquant l'abandon de l'une des figures dans les jeux usuels. La dame est éliminée en Espagne, Italie et dans le monde germanique. En France, elle est conservée au détriment du cavalier.
Pendant la Révolution française, les figures sont brièvement modifiés : les rois sont remplacés par des génies, les dames par des libertés, les valets par des égalités.

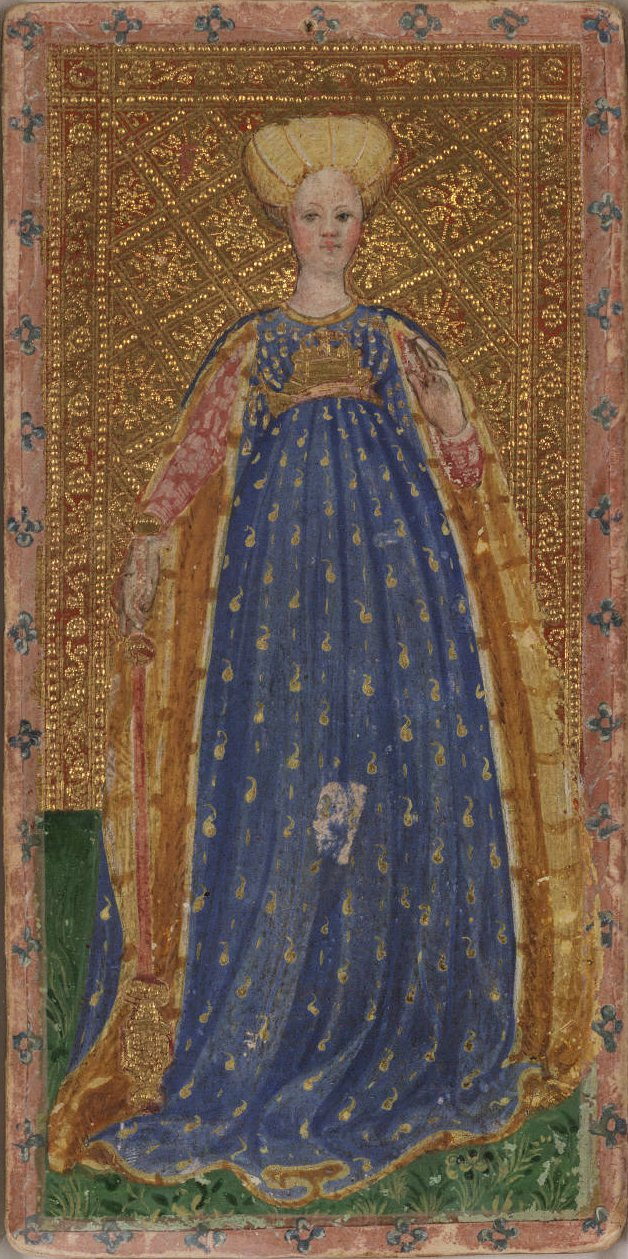
Servante de bâton, tarot Visconti-Sforza, XVe siècle
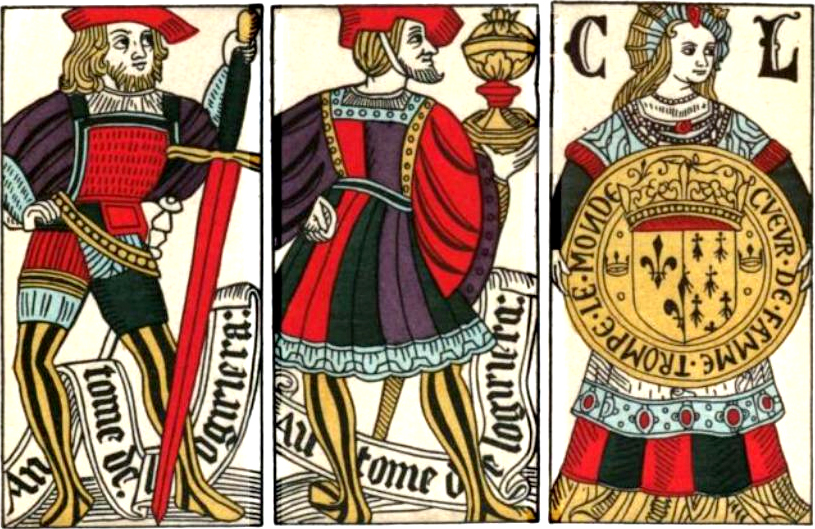
Jeu de cartes espagnol (1495-1518)
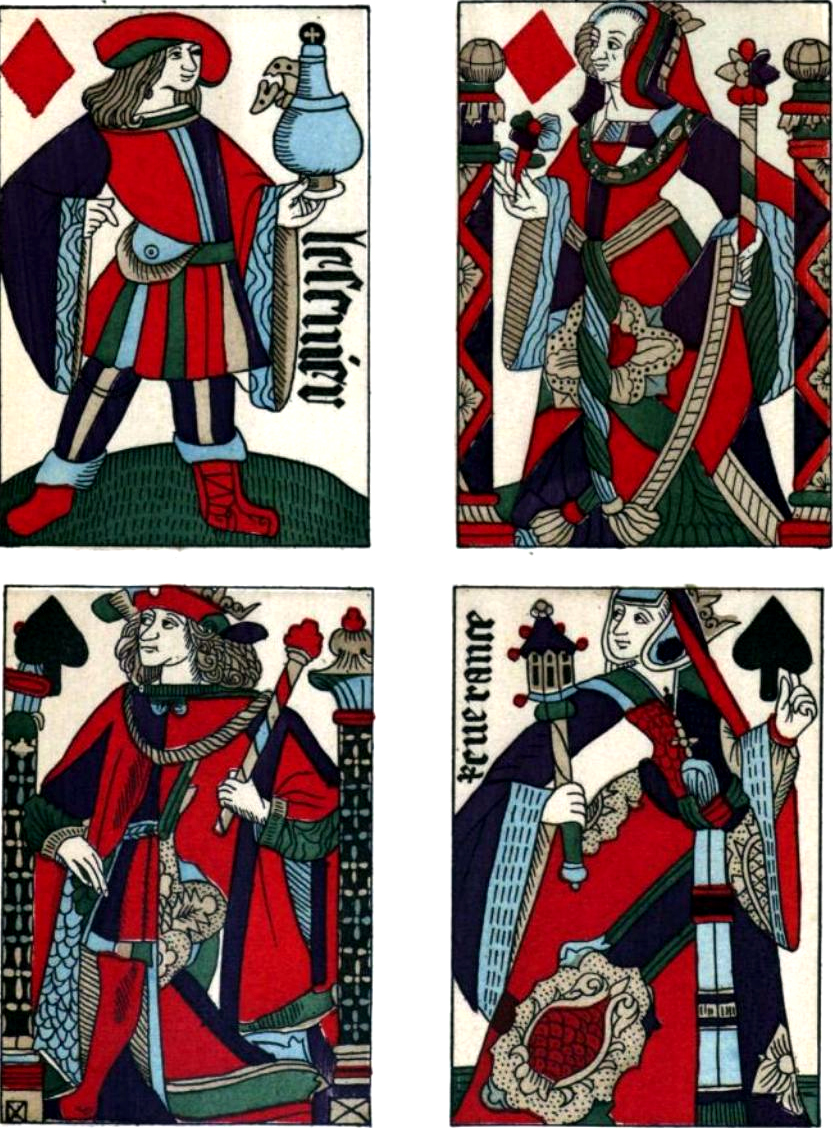
Jeu de cartes français, XVIe siècle
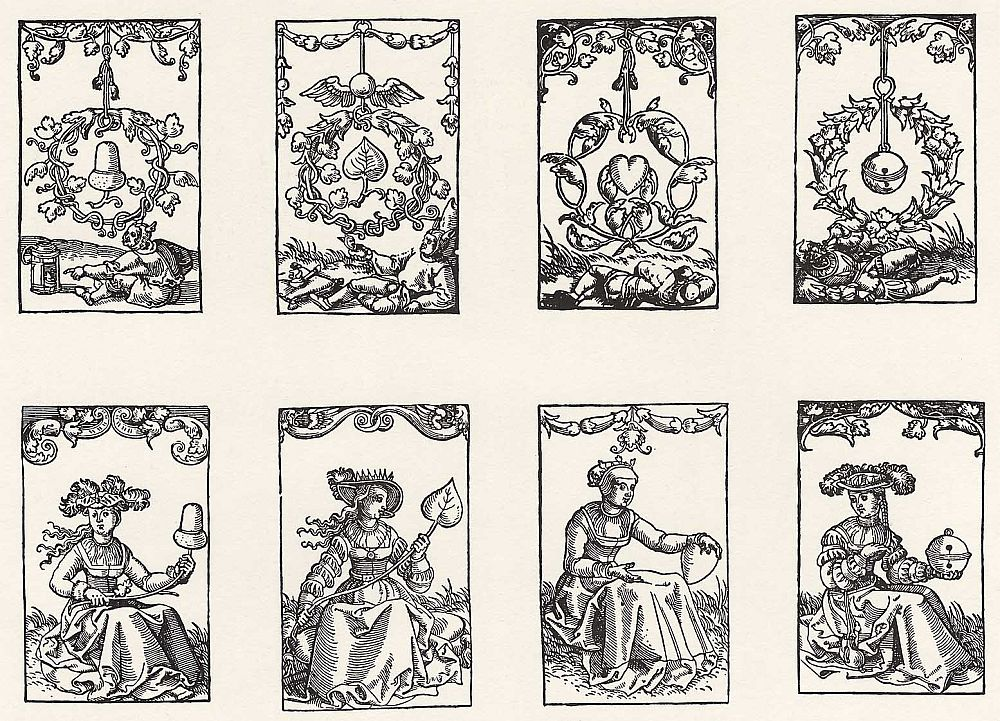
Jeu de cartes allemand, vers 1535
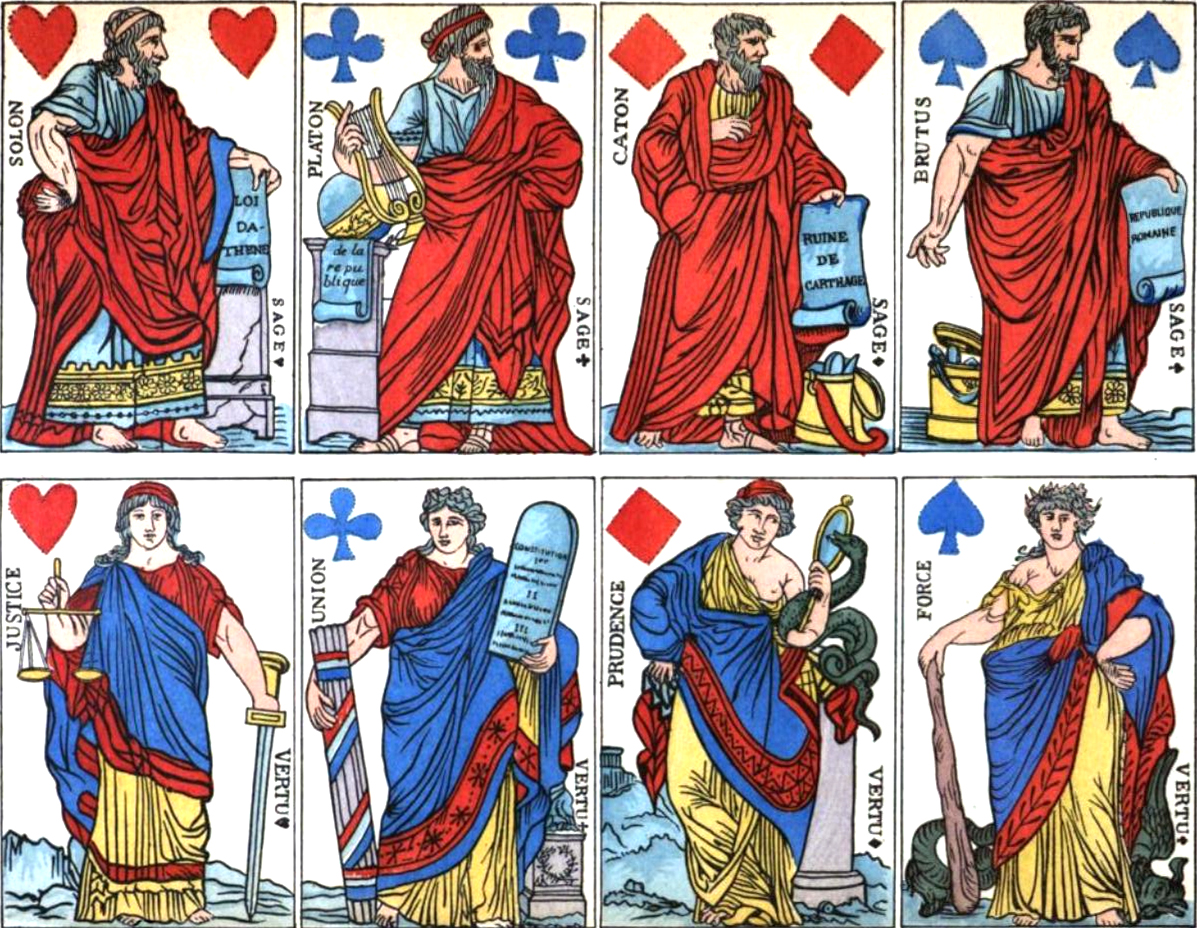
Jeu de cartes révolutionnaire
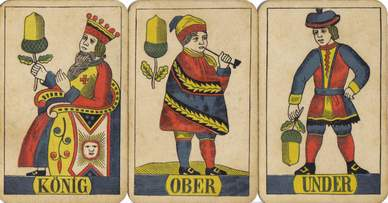
Jeu de cartes suisse-allemand, années 1880